# Nascita miracolosa

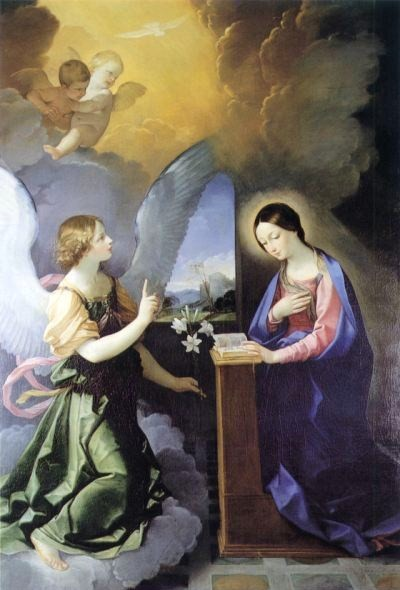
Annunciazione di Guido Reni, 1621.

La nascita miracolosa è un elemento comune nei testi religiosi e nella letteratura antica. Le narrazioni sulle nascite miracolose comprendono manifestazioni di entità soprannaturali (che annunciano preventivamente la nascita ai genitori tramite sogni o visioni o appaiono al momento della nascita), concepimenti a seguito di interventi divini, eventi celesti o astronomici particolari (come la comparsa di astri o di luci nel cielo) ed altri fenomeni straordinari. Esistono racconti di nascite straordinarie per divinità pagane, eroi mitologici, profeti delle grandi religioni ed anche per alcuni sovrani dell'antichità.
Le nascite miracolose comprendono diverse tipologie, tra cui il concepimento in assenza di rapporto sessuale, la fecondazione di una donna mortale da parte di una divinità maschile, l'incarnazione di una divinità o uno spirito preesistente nel grembo di una donna mortale. Un tipo particolare di nascita miracolosa è la nascita verginale, in cui una vergine viene resa gravida senza intervento umano. Nascite verginali sono narrate per Gesù, Lao Tzi, Perseo, Romolo e Remo, Alessandro Magno e Quetzalcoatl.

## Induismo

### Krishna
La storia di Krishna comincia con una nascita miracolosa. Per aiutare gli esseri umani, il dio Visnù si incarnò nel grembo di Devaki (moglie di Vasudeva) e nacque come suo figlio. Secondo il Mahābhārata, Vasudeva e Devaki erano stati imprigionati dal re Kamsa e Krishna fu concepito da un capello nero di Vishnu caduto sul grembo di Devaki. Il Bhāgavata Purāṇa racconta che Vishnu apparì a Vasudeva e Devaki e disse loro che egli stesso sarebbe venuto al mondo come il loro ottavo figlio. Lo stesso testo descrive diversamente il concepimento miracoloso di Krishna: Vishnu trasferì la sua gloria in Vasudeva e attraverso la mente del marito Devaki la ricevette. Il Vishnu Purana dice che prima della nascita di Krishna nessuno poteva guardare fisso Devaki a causa della luce che la investiva e coloro che contemplavano questo splendore sentivano la loro mente disturbata. Alcuni autori hanno riportato che la madre era vergine al momento del concepimento, ma ciò non corrisponde a quanto riferito dalle Sacre Scritture indù, secondo cui Devaki, al tempo della nascita di Krishna, era sposata con Vasudeva e aveva già avuto sette figli e solo per il settimo di essi, Balarāma, si parla di un concepimento miracoloso (per la mitologia indù, Balarama fu concepito da un capello bianco di Vishnu); i primi sei figli furono fatti uccidere dal re Kamsa, mentre Balarama fu salvato miracolosamente da Vishnu mediante il trasferimento nel grembo di Rohini (seconda moglie di Vasudeva). Secondo vari interpreti delle Scritture indù, Krishna fu comunque concepito senza un rapporto sessuale, per cui la sua nascita, anche se non si può definire verginale a causa dei precedenti figli di Devaki, è comunque ritenuta soprannaturale.

## Buddismo

### Buddha
Nei Jātaka, una sezione del Canone pāli, si afferma che prima della nascita lo spirito di Gautama Buddha si trovava nel Tushita, uno dei cieli della mitologia indù. Il Buddhacarita racconta che la madre di Gautama Buddha, la regina Maya (moglie del re Suddhodana) non aveva avuto figli fino a tarda età. Una notte sognò che il Grande Essere entrava nel suo grembo sotto forma di un elefante bianco. Quando si svegliò raccontò il sogno al marito, che mandò a chiamare i più eminenti bramini per interpretarlo. Dopo essersi consultati tra di loro, essi dissero che la regina avrebbe partorito un bambino che avrebbe avuto una vita eccezionale. Maya rimase incinta e dopo dieci mesi lunari decise di andare a casa dei genitori per essere assistita dalla madre in occasione del parto; durante la strada ebbe le doglie e partorì nel boschetto di Lumbini. Sulla nascita di Buddha esistono numerose leggende. Durante la gravidanza, la madre fu vegliata da quattro guardiani divini, che accudirono madre e figlio in occasione del parto; Maya partorì in piedi ed appoggiata ai rami di un albero di fico e il figlio uscì dallo stesso fianco che nel sogno era stato trafitto; il bambino nacque perfettamente cosciente e fu subito in grado di camminare e di parlare; la notte in cui nacque Siddharta, si sentì il suono di musiche celestali e vi furono bagliori di luce nel cielo. Anche nel caso di Buddha, alcuni autori hanno riportato una nascita verginale, ma le Sacre Scritture buddiste non dicono che Maya fosse vergine e un simile evento è ritenuto improbabile, dato che le stesse Scritture riferiscono che Maya e Suddhodana erano sposati da vent'anni. Alcune leggende tardive narrano che comunque la madre concepì miracolosamente il futuro Buddha senza l'intervento del marito (dopo una notte trascorsa in sua assenza), ma i racconti più antichi, a parte la narrazione dei sogni premonitori, presentano l'evento come un fatto normale. Le tradizioni buddiste più antiche raccontano che il concepimento ebbe luogo con il contributo di entrambi i genitori e di "genio".

## Zoroastrismo
Zarathustra nacque in una nobile famiglia; il padre era Pourusaspa, un uomo religioso e colto, mentre la madre si chiamava Dughdova. La nascita di Zarathustra fu voluta dal dio Ahura Mazdā, che inviò la Fravarti (anima individuale) del profeta in missione sulla Terra; quando il profeta fu concepito, la madre risplendette di una luce soprannaturale e le mura della casa furono incandescenti per tre giorni e tre notti. La madre sognò un angelo, che le disse che il nascituro sarebbe stato un grande profeta. Durante la gravidanza i demoni tentarono di distruggerlo, ma fu protetto da Ahura Mazda. Zarathustra nacque ridendo e tutto l'universo partecipò alla sua gioia. Secondo una tradizione tardiva, avallata dall'informazione riportata da alcuni autori secondo cui Zarathustra era figlio unico, Dughdova era vergine e Zarathustra fu concepito da un raggio di luce. Secondo le scritture zoroastriane più antiche ciò non corrisponde al vero, dato che Zarathustra era il terzo di cinque figli; inoltre fu concepito con l'intervento di entrambi i genitori e gli spiriti del bene si limitarono a proteggere il concepimento e la gravidanza dall'attacco dei demoni.

## Ebraismo
L'Antico Testamento contiene i racconti di diverse nascite miracolose riguardanti importanti personaggi della storia ebraica come Isacco, Giacobbe, Giuseppe, Sansone e Samuele, nati da madri sterili. Per Mosè la Bibbia non parla di una nascita miracolosa ma solo di un salvataggio miracoloso del neonato, tuttavia la letteratura rabbinica descrive profezie ed interventi divini che avrebbero accompagnato anche la nascita di Mosè. Alle nascite citate, uno degli apocrifi dell'Antico Testamento aggiunge la nascita miracolosa di Melchisedec.

### Isacco
Isacco era figlio di Abramo e Sara. La madre era anziana e sterile, ma un angelo profetizzò che lei e il marito avrebbero avuto un figlio. La profezia si avverò e quando il bambino nacque fu chiamato Isacco, che significa "colui che ride", perché la madre aveva riso sentendo la profezia della sua nascita.

### Esaù e Giacobbe
Rebecca, moglie di Isacco, era sterile, così il marito pregò Dio che gli concedesse di avere dei figli. La preghiera fu esaudita e Rebecca restò incinta ed ebbe due gemelli, Esaù e Giacobbe.

### Giuseppe
Rachele, seconda moglie di Giacobbe, non riusciva a dare figli al marito, così divenne gelosa della sorella maggiore Lia, prima moglie di Giacobbe (che aveva già avuto quattro figli) e così propose al marito di unirsi con la sua schiava Bila, che diede a Giacobbe due figli. Solo dopo che Lia ebbe il sesto figlio, Dio esaudì le preghiere di Rachele, che rimase finalmente incinta e partorì un figlio che chiamò Giuseppe.

### Mosè
Mosè nacque da Amram e Jochebed, una coppia di ebrei schiavi in Egitto. Dato che il Faraone aveva ordinato di uccidere i figli maschi degli ebrei, la madre nascose il figlio per tre mesi, poi lo mise in una cesta cosparsa con bitume affidandolo alle acque del Nilo. La figlia del Faraone vide il bambino e lo salvò dalle acque, quindi decise di adottarlo come figlio suo dandogli il nome di Mosè. Nella letteratura rabbinica, Jochebed, la madre di Mosè, viene identificata con Sifra, una delle levatrici a cui il Faraone ordinò di impedire la nascita dei bambini ebrei; la donna non obbedì al comando e Jahvè le promise che sarebbe diventata madre di due grandi personaggi della storia ebraica (che saranno Mosè ed Aronne). Miriam, sorella di Mosè, fece un sogno in cui fu messa a conoscenza del fatto e disse a suo padre Amram che uno dei suoi figli sarebbe diventato il liberatore degli ebrei.

### Sansone
La moglie di Manoach era sterile e un angelo le comparve dicendo che avrebbe avuto un figlio maschio. L'angelo raccomandò alla donna di non bere vino e liquori e di astenersi dai cibi impuri. Il figlio sarebbe stato consacrato a Dio per tutta la vita fin dal seno della madre. La donna ebbe un figlio maschio che fu chiamato Sansone.

### Samuele
Anna, moglie di Elkanah, era sterile e non poteva avere figli. Mentre si trovava insieme al marito al santuario di Silo, pregò Dio che le concedesse di avere un figlio e gli promise che lo avrebbe consacrato al servizio divino. Successivamente, la donna si congiunse al marito e restò incinta. Ebbe un figlio maschio che chiamò Samuele e come aveva promesso lo consacrò al servizio di Dio.

### Melchisedec
Il Secondo libro di Enoch, un apocrifo dell'Antico Testamento, racconta che Melchisedec fu concepito per intervento divino nel grembo di una donna anziana e sterile, Sofonima, che non aveva rapporti da lungo tempo con il marito Nir, un sacerdote fratello di Noè. La donna morì prima di metterlo al mondo e Melchisedec venne fuori dal corpo della madre fisicamente sviluppato come un bimbo di tre anni, capace di parlare e di lodare Dio.

## Cristianesimo
I Vangeli canonici riportano solo due nascite miracolose, quella di Giovanni il Battista e quella di Gesù. A queste, i Vangeli apocrifi aggiungono la nascita di Maria.

### Giovanni il Battista
Giovanni il Battista era figlio di Zaccaria, un sacerdote ebreo, e di sua moglie Elisabetta. I genitori erano anziani ed Elisabetta era sterile. L'arcangelo Gabriele apparve a Zaccaria e gli profetizzò che avrebbe avuto un figlio che si sarebbe chiamato Giovanni. A causa del suo scetticismo, Zaccaria rimase muto per tutto il periodo della gravidanza ed anche dopo la nascita. Durante la circoncisione, al momento di indicare il nome scrisse su una tavoletta il nome di Giovanni e riacquistò la parola.

### Gesù
La nascita di Gesù è raccontata dal Vangelo di Matteo e dal Vangelo di Luca. Luca racconta che l'arcangelo Gabriele apparve a Maria, una giovane donna di Nazareth promessa in sposa Giuseppe e gli annunciò che avrebbe concepito e messo al mondo un figlio di nome Gesù, che sarebbe stato chiamato "Figlio dell'Altissimo". Di fronte all'incredulità di Maria, che era ancora vergine, l'arcangelo rispose che il concepimento sarebbe avvenuto per opera dello Spirito Santo e che niente è impossibile a Dio. In seguito, a causa di un censimento voluto da Augusto, Giuseppe si recò a Betlemme, con Maria ancora incinta, per farsi registrare. Lì Maria diede alla luce Gesù e lo pose in una mangiatoia per animali. Avvertiti da un angelo, alcuni pastori si recarono nella grotta dove Gesù era nato e lo adorarono. Secondo Matteo, Maria restò incinta ad opera dello Spirito Santo prima di andare ad abitare con Giuseppe. Il promesso sposo pensò ad un concepimento adulterino, ma un angelo gli apparve in sogno e gli annunciò che il bambino era stato concepito ad opera dello Spirito Santo. Successivamente, guidati da un astro, arrivarono alcuni Magi dall'Oriente ed adorarono il bambino offrendogli dei doni. Il racconto della nascita di Gesù è presente solo nei vangeli canonici di Matteo e Luca: Marco inizia infatti il suo vangelo con la predicazione di Giovanni Battista, mentre il prologo del Vangelo di Giovanni propone una riflessione teologica (preesistenza e incarnazione di Cristo), senza soffermarsi sulle vicende della nascita.

### Maria
Il concepimento e la nascita di Maria, madre di Gesù, sono raccontati da alcuni Vangeli apocrifi. Secondo il Protovangelo di Giacomo i genitori di Maria, Gioacchino e Anna, pur essendo sposati da molti anni non avevano figli. Un giorno Gioacchino fu scacciato dal Tempio con la sua offerta con l'accusa di essere un peccatore e perciò decise di fare una ricerca sulla Sacra Scrittura; dopo avere scoperto che i giusti d'Israele avevano avuto una discendenza, per la vergogna decise di ritirarsi nel deserto digiunando e pregando. Nel frattempo Anna pregò Dio di concederle un figlio e promise di consacrarglielo, maschio o femmina che fosse. Un angelo apparve ad Anna e le promise che avrebbe partorito. Poco dopo l'angelo apparve anche a Gioacchino e lo invitò a tornare a casa, dicendo anche a lui che la moglie avrebbe partorito. Il Libro della natività di Maria dice che i due sposi si incontrarono alla Porta d'Oro di Gerusalemme; lì si scambiarono un abbraccio e in quel momento avvenne il concepimento. Dopo nove mesi nacque una bambina, che fu chiamata Maria.

## Islam

### Gesù
Il Corano e altri testi della letteratura islamica contengono segnalazioni di alcune nascite miracolose, di personaggi biblici. Il Corano descrivere il concepimento verginale di Gesù da parte di Maria (in arabo: Maryam), raccontato in diversi passaggi del testo. La narrazione racconta che Maria fu visitata dall'Arcangelo Gabriele, che le comunicò che avrebbe dato alla luce un figlio, chiamato Isa' (Gesù), che sarebbe stato un grande profeta e che avrebbe parlato fin dall'infanzia, annoverandosi tra gli uomini devoti da adulto. A lui Dio avrebbe insegnato la saggezza, la Torah e l'Ingil (il vangelo nell'Islam). Quando la notizia fu data a Maria, lei domandò: "Come potrei avere un bambino se mai un uomo mi ha toccata?" Alla domanda l'angelo rispose: "È così che Allah crea ciò che vuole: quando decide una cosa dice solo "Sii" ed essa è". Il Corano dice ancora che Gesù è simile ad Adamo, che non aveva un padre ma fu creato miracolosamente da Allah.

### Maometto
Secondo alcune tradizioni islamiche, anche la nascita di Maometto sarebbe stata accompagnata da eventi straordinari. Amina, madre di Maometto, verso la fine della gravidanza sentì una voce soprannaturale che le rivelò che avrebbe dato alla luce il più grande dei profeti. Successivamente, la stessa voce le ordinò di chiamare il bambino Muhammad, che significa "il grandemente lodato". Amina era sola quando partorì e fu assistita da alcuni angeli. Alla nascita di Maometto, una grande luce illuminò il cielo da oriente ad occidente, tanto che Amina poté vedere i castelli di Damasco; inoltre il fuoco sacro dei Magi, che ardeva da mille anni, si spense improvvisamente. Maometto nacque già circonciso, con il cordone ombelicale già reciso.

## Mitologia e religioni cinesi

### Houji
Houji, eroe della mitologia cinese che inventò l'agricoltura, fu concepito miracolosamente dalla madre dopo che mise un piede nell'impronta lasciata dal dio Shangdi. Secondo una versione del mito, la donna era una ragazza vergine, secondo un'altra versione era una donna sposata ma sterile.

### Lao Tzu
Secondo le leggende taoiste, Lao Tzu fu concepito nel seno di una donna vergine che stava contemplando una stella cadente. La gravidanza durò 62 anni (81 secondo altre versioni) e quando nacque aveva l'aspetto di un uomo anziano con la barba, perciò fu chiamato Lao Tzu, che significa "Vecchio Maestro" o anche "Vecchio bambino". La madre partorì il figlio da un'ascella, mentre si trovava sotto un susino.

### Confucio
Confucio era figlio di un uomo anziano, Shuliang He, e di una giovane donna, Yan Zhengzai, che era la sua seconda moglie. La tradizione cinese racconta che Shuliang He aveva avuto dalla prima moglie soltanto delle figlie, perciò Yan Zhengzai andò in pellegrinaggio fino al monte sacro Niqiu e pregò che le nascesse un maschio. Successivamente la donna ebbe in sogno la visione di un unicorno, che aveva il dono della parola e le rivelò che da lei sarebbe nato un figlio che avrebbe goduto di un'enorme considerazione e sarebbe stato venerato come un "re senza corona". Nonostante i tentativi, il figlio non arrivava così la donna tornò più volte al monte Nuqiu. Durante una di queste visite, Yan Zhengzai si addormentò sulla riva di uno stagno e le apparve in sogno una divinità, l'Imperatore Nero (Signore del nord e delle acque), che le disse che avrebbe avuto un figlio che sarebbe stato il più saggio degli uomini, ma avrebbe dovuto farlo nascere in un albero di gelso cavo. La donna rimase finalmente incinta e cercò a lungo l'albero senza trovarlo. Avvicinandosi l'epoca del parto, chiese aiuto al marito, che le disse che nelle vicinanze c'era una grotta detta "del gelso cavo". Al momento del parto, Yan Zhengzai si ritirò in questa grotta e diede alla luce un maschio. Leggende posteriori hanno attribuito a Confucio un'origine semidivina ed hanno raccontato ulteriori eventi miracolosi che avrebbero accompagnato il concepimento e la nascita, ma tali leggende non sono accettate dai confuciani ortodossi, di tendenze razionaliste. Anche nel caso di Confucio, qualche autore ha riportato una nascita verginale, ma questa tesi non trova adeguati riferimenti nei testi antichi e nella tradizione cinese, in cui la madre di Confucio viene semplicemente descritta come una giovane donna di carattere forte.

## Mitologia greco-romana ed ellenistica

### Dei
Gli dei della mitologia greca sono figli di altri dei: Zeus ed Era hanno concepito Ares, Efesto ed Ebe (secondo alcuni miti Era concepì Ebe da sola, dopo essersi seduta su una lattuga), Apollo e Artemide sono figli di Zeus e Leto, Hermes è figlio di Zeus e Maia, Persefone di Zeus e Demetra. Dioniso è invece figlio di Zeus e di una mortale, Semele, ma viene divinizzato; secondo una versione del mito, Semele chiede a Zeus di vederlo nella sua forma divina, ma rimane folgorata, per cui il re degli dei recupera Dioniso dal grembo della donna e se lo cuce in una coscia fino al completamento della gestazione e alla sua nascita. Particolari sono le nascite di Atena e di Afrodite: la prima nacque dalla testa di Zeus, che aveva ingoiato la prima moglie Metide trasformata in una goccia d'acqua, la seconda nacque dalla spuma del mare, formatasi in seguito alla caduta del sangue di Urano, evirato dal figlio Crono (secondo un'altra versione del mito Afrodite è invece figlia di Zeus e Dione). Nella mitologia romana, la nascita di Marte ha una variante, poiché Giunone, con l'aiuto di Flora, lo concepisce toccando un fiore e quindi senza l'intervento di Giove.

#### Mitra
Mitra era in origine una divinità indo-persiana; dall'Iran il suo culto arrivò in Asia minore e successivamente divenne anche un dio ellenistico e romano. Nel mondo greco il mitraismo fu poco presente, mentre a Roma divenne popolare tra i soldati durante l'epoca imperiale. Sul mito della nascita di Mitra esistono diverse versioni. Secondo l'iconografia romana, Mitra nacque da una roccia e venne fuori già fanciullo, a torso nudo, con un berretto frigio in testa, una fiaccola in una mano e una daga nell'altra mano. Secondo una tradizione iranica, Mitra nacque da una vergine, che per alcune fonti sarebbe la dea vergine Anahita, ma tale identificazione è controversa, perché altre fonti indicano Anahita come la consorte di Mitra anziché la madre. Secondo le scritture indiane, Mitra nacque invece dalla dea Aditī.

### Eroi
Nella mitologia greca vi sono diversi eroi, nati da un dio e una donna mortale o da una dea e un uomo mortale. Perseo è figlio di Danae (una vergine figlia del re Acrisio) e di Zeus, che feconda la donna trasformandosi in una pioggia dorata; Eracle nasce da Alcmena e da Zeus, che per sedurla prese l'aspetto del marito; Elena è figlia di Leda e Zeus, trasformatosi per l'occasione in un cigno. Anche Apollo generò figli con donne mortali: Ione nacque dalla sua unione con Creusa e Asclepio dalla sua unione con Coronide (o con Arsinoe secondo un'altra versione del mito). Particolari sono le nascite di Erittonio e di Attis: il primo fu concepito da Gea con lo sperma di Efesto caduto a terra in seguito ad un fallito tentativo di stupro ai danni di Atena, mentre il secondo fu concepito dopo che la madre Nana posò in grembo il frutto colto da un albero nato dal sangue fuoriuscito da una ferita del demone Agdistis. Anche nella mitologia romana vi sono nascite miracolose di eroi mitologici, come quella di Romolo e Remo, nati dall'unione di Marte con Rea Silvia, una vergine vestale.

### Personaggi storici
Nel mondo greco-romano vi sono anche leggende su nascite miracolose riguardanti personaggi storici: Plutarco nelle Vite parallele riferisce la leggenda che Alessandro Magno sarebbe stato concepito da Zeus la notte precedente il matrimonio della madre Olimpiade, mentre Svetonio nelle Vite dei Cesari racconta un'altra leggenda secondo cui Augusto sarebbe stato concepito da Apollo dopo che la madre Azia si assopì nel tempio del dio. Racconti di questo genere esistono anche per alcuni grandi filosofi greci: Porfirio riferisce che Pitagora era ritenuto figlio di Apollo, mentre Diogene Laerzio racconta una storia riportata da Speusippo secondo cui anche Platone era figlio di Apollo.

## Mitologia egizia

### Horus
Nella mitologia egizia, il dio Horus, figlio di Osiride e di Iside, viene concepito in modo miracoloso. Esistono diverse versioni del mito, alcune delle quali frammentarie;  quella più completa è stata raccontata da Plutarco nell'opera Iside e Osiride. In questa versione del mito, il dio Osiride era stato ucciso dal fratello Seth, che aveva fatto a pezzi il suo cadavere gettandolo nel Nilo. La dea Iside riesce a ricomporre il corpo di Osiride ma non riesce a ritrovare il fallo, divorato da un pesce, pertanto lo sostituisce con un fallo artificiale. Con le sue arti magiche, Iside riporta temporaneamente in vita il marito e si congiunge con lui concependo Horus, che diventato adulto sconfigge Seth e insieme alla madre riesce a risuscitare Osiride, che inizia una nuova vita come re dei morti. Secondo una variante del mito, dopo avere ricomposto il cadavere di Osiride, Iside si trasforma in uno sparviero e si posa sul corpo del marito, quindi agita le ali per rianimarlo; dopo avere concepito Horus, Iside fugge nelle paludi del delta del Nilo, dove partorirà il figlio. Anche nel caso di Horus, qualche autore parla di un concepimento verginale, ma secondo gli studiosi più accreditati, le versioni classiche del mito tramandate dai testi più antichi indicano che il concepimento di Horus sarebbe avvenuto attraverso un rapporto sessuale.

### Personaggi storici
Alcuni monumenti egizi raccontano i miti della nascita divina di due sovrani, Hatshepsut e Amenofi III, concepiti dal dio Amon.  Nel primo caso, Amon andò da Iahmes dopo avere assunto l'aspetto del marito Thutmose I e la svegliò con un odore piacevole, quindi pose l'Ankh, simbolo di vita, sul naso della donna, e Hatshepsut fu concepita. Nel secondo caso , Amon si presentò a Mutemuia sotto l'aspetto del marito Thutmose IV.

## Mitologia azteca

### Huitzilopochtli
Secondo una versione del mito, Huitzilopochtli era figlio di Coatlique, che rimase incinta per avere raccolto e posato in grembo una palla di piume caduta dal cielo.

### Quetzalcoatl
Nella mitologia azteca ci sono diverse versioni della nascita di Quetzalcoatl. Nella prima, egli nacque da una vergine chiamata Chimalman, a cui il dio Ometeotl era apparso in sogno. In un'altra storia, la vergine Chimalman concepì Quetzacoatl ingoiando uno smeraldo. Una terza storia narra che Chimalman fu colpita al ventre da una freccia lanciata da Mixcoatl e nove mesi più tardi mise al mondo Quetzacoatl. Talvolta Chimalman è stata scambiata per Coalitque ed è stata indicata come vedova anziché vergine.

## Mitologia mongola

### Bondonchar Munkhag
Nella mitologia mongola si racconta che Alan Goa, rimasta vedova del marito Dobun (da cui aveva avuto due figli) durante una notte fu svegliata da un bagliore e vide un essere splendente avvolto da una luce dorata che giaceva al suo fianco; l'essere fu poi portato via da un raggio di luce. La donna identificò l'essere splendente con Tengri, dio supremo dei mongoli. Dopo l'episodio, Alan Goa rimase incinta ed ebbe un figlio. L'evento si ripeté ed Alan Goa ebbe altri due figli, l'ultimo dei quali, Bondonchar Munkhag, diede origine al clan dei Borjigin, che fu la famiglia di Gengis Khan.

### Gengis Khan
Come per il suo antenato Bondonchar Munkhag, anche a Gengis Khan fu attribuita una nascita miracolosa: secondo una leggenda diffusa dai suoi seguaci e tramandata da Kirakos di Gandzak, il condottiero mongolo sarebbe stato concepito miracolosamente da un raggio di luce che avrebbe colpito il grembo di sua madre. La storia segreta dei mongoli racconta invece che Gengis Khan nacque stringendo in un pugno un piccolo grumo di sangue, prefigurando il suo destino di grande guerriero.

## Mitologia giapponese
Kintarō, personaggio della mitologia giapponese, secondo una versione del mito sarebbe figlio di Yama-uba e di un drago rosso, che lo avrebbe concepito mediante un raggio di luce da lui emesso ed inviato alla donna; Kintaro avrebbe ereditato dal drago il colore rossiccio della pelle.